# 아이패드 에어
애플 아이패드 에어(Apple iPad Air)는 애플 태블릿 컴퓨터로, 아이패드 레티나 디스플레이의 후속 제품이다. 아이패드 에어 시리즈의 첫 제품이다.
2013년 10월 22일 미국 샌프란시스코 예나 부에나 아트센터에서 발표하여, A1474/1475 모델은11월 1일, A1476 모델은 2014년 1월 17일 출시되었다.

## 역사
아이패드 에어 (1세대)
아이패드 에어 (2세대)
아이패드 에어 (3세대)
아이패드 에어 (4세대)

## 연혁
- 2013년 10월 22일 : 제품 발표
- 2013년 11월 1일 : 제품 출시

## 외형
이전 세대의 아이패드보다 베젤과 두께가 줄어 전체적으로 아이패드 미니시리즈와 비슷해졌다. 또한 아이폰 5s와 마찬가지로 다이아몬드 컷팅 공정으로 제조했다.(애플의 1세대는 약간 유료 베타테스트 정도 되는 것 같다)

## 색상
- 스페이스 그레이
- 실버

## 같이 보기
- 애플 아이폰 5s
- 애플 아이폰 5c
- 애플 아이패드 미니 레티나 디스플레이